# Lonchocarpus comitensis
Lonchocarpus comitensis är en ärtväxtart som beskrevs av Henri François Pittier. Lonchocarpus comitensis ingår i släktet Lonchocarpus och familjen ärtväxter. Inga underarter finns listade i Catalogue of Life.